# Gérard Crespo
Pour les articles homonymes, voir Crespo.
 (avril 2017).
Si vous disposez d'ouvrages ou d'articles de référence ou si vous connaissez des sites web de qualité traitant du thème abordé ici, merci de compléter l'article en donnant les références utiles à sa vérifiabilité et en les liant à la section « Notes et références ».
Gérard Crespo, né le 17 août 1951 à Oran, en Algérie, est un historien français spécialiste du Maghreb.

## Biographie
Gérard Crespo est né à Oran en 1951 et grandit dans le contexte tragique de la guerre d'Algérie. En 1962, son adolescence est marquée par l'exil vers la France, expérience qu'il relate dans son ouvrage autobiographique Un enfant là-bas dans la guerre, ici dans l'indifférence. 
Gérard Crespo est titulaire d'un CAPES d'Histoire, diplômé de l'EHESS à Paris et Docteur en histoire. Il a été professeur formateur à la Mission Académique de Formation des Personnels de l'Education Nationale (MAFPEN) et a enseigné au « Lycée Marseilleveyre » de Marseille en section internationale Italienne. Administrateur du Centre de Documentation Historique sur l'Algérie (CDHA Aix-en-Provence). Il est membre du comité de rédaction de la revue "Mémoire Vive" de 1994 à 1999 et depuis 2015.
Il a été conseiller Historique de l'Association « Racine Pieds-Noirs ». Il est aujourd'hui conseiller historique du Conservatoire National pour la Mémoire des Français d'Afrique du Nord. Expert des migrations entre le nord et le sud en Méditerranée occidentale aux XIXᵉ et XXᵉ siècles, il est l'auteur de plusieurs ouvrages et de nombreux articles sur le sujet .

## Publications

### Ouvrages
- Les Espagnols en Algérois, 1830-1914, Histoire d'une migration, en collaboration avec J.J. Jordi, Atlanthrope, 1991.
- Les Italiens en Algérie, Histoire et Sociologie d'une migration, 1830-1960, Presses Universitaires du Septentrion, 1999.
- Les grandes dates de la Mémoire Pieds Noirs avec Christian Fenech, Cap sur l’Image, 2003.
- Les rapatriements dans le Midi de la France, Mémoire de Notre Temps, 2010.
- Les Italiens au Maghreb, 1814-1962, Mémoire de Notre Temps, 2011, ouvrage réédité en mars 2022 par le même éditeur, dans une version enrichie intitulée Les Italiens en Afrique du Nord (Tunisie, Maroc, Egypte, Libye, Algérie) aux XIXe et XXe siècles.
- Les rapatriements en France, 1954-1962, Installation et intégration des rapatriés, Préface de Christian Fenech, Dualpha, 2014.
- Les Espagnols au Maroc, 1859-1975, de la guerre d'Afrique à l'indépendance du Sahara espagnol, Edilivre, 2016.
- Histoire de l'Armée d'Afrique catalogue de l'exposition conçue pour le CDHA en 2016.
- Paroles d'Exode, exposition réalisée par le CDHA en 2012, catalogue publié en 2017.
- En 1997, il a publié sous le nom de Gérard Cortés Crespo un ouvrage autobiographique, Un enfant là-bas dans la guerre ici dans l'indifférence, dans lequel il raconte les événements de la guerre d'Algérie dont il a été le témoin et les conditions de son exil et de son installation dans une petite localité du sud de la France. L'ouvrage a été  remanié et publié aux éditions de l'Onde en mars 2018 en collaboration avec l'artiste peintre Nicole Guiraud sous le titre Deux enfants dans la guerre.
- La décolonisation portugaise en Afrique, 1960-1975, une brève histoire des rapatriements, éditions Dualpha, 2018.
- L'Islam aux sources du nationalisme algérien, en collaboration avec Jean-Pierre Simon, Edilivre, 2019.
- Histoire des Espagnols en Algérie, Edilivre, 2021.
- La France au Levant, 1915-1927, une histoire oubliée de l'Armée d'Afrique, en collaboration avec Jean-Paul Lancar, Edilivre, 2023.
- L'Afrique du nord chrétienne, 68-709, de la mort de Néron à la prise de Ceuta par les Musulmans, Mémoire de Notre Temps, 2024.
- Les Français d'Afrique du Nord dans le sud de la France, Un essai de micro histoire, le cas de Bollène, Vaucluse, Mémoire de Notre Temps, en collaboration avec Alain Gomis, 2025.

### Participation à des ouvrages
- Marseille et le choc des décolonisations, sous la direction de J.-J. Jordi et d'Emile Temime, Edisud, 1995[4]
- La réécriture de l'Histoire, Actes du Colloque au Centre Universitaire Méditerranéen, Nice, 1998, sous la direction de Josseline Revel-Mouroz (CEPN).
- Alger 1860-1939, Autrement, 1999.
- Ces jours que nous avons tissés, ouvrage édité à l'initiative de Mémoire d’Afrique du Nord, 2002.
- Camus, Audisio, Roblès, frères de soleil, Edisud, 2003.
- L'Algérie et la France, sous la direction de Jeannine Verdès-Leroux, Editions Laffont, 2009.
- Les valises sur le pont, ouvrage édité à l'initiative de l'Association French Lines, Marine Éditions, 2009[5].
- Contribution à l'histoire de La Seyne sur mer, Les Presses du Midi, 2013.
- Si vous saviez... Paroles de Pieds Noirs, de Marc Niño, Les Editions du Net, 2015.
- Déracinés, exilés rapatriés? Fins d'Empires coloniaux et Migrations. sous la direction d'Olivier Dard et d'Anne Dulphy, éditions Peter Lang, 2019[6].
- A écrit la préface de l'ouvrage de Pierre Décaillet, Quand on n'a que la haine a offrir en partage, 2019.
- Partir dans les Outre-Mers, de l'empire colonial à nos jours (XIXe-XXe siècle), sous la direction d'Hubert Bonin, éditions les Indes Savantes, 2020.
- Joseph Peyré l'Africain, sous la direction de Dolorès Thion Soriano-Molla, Christian Manso et Pierre Peyré, éditions l'Harmattan, 2020[7]
- A collaboré aux Actes du Colloque relatif aux enlèvements et disparitions pendant la guerre d'Algérie dus au FLN et à l'ALN. Colloque organisé le 16 février 2022 par le GRFDA (présidente Colette Ducos-Ader) et la MAFA (président Jean Félix Vallat)